# Z nálezů a krás
Z nálezů a krás – singel Ewy Farnej promujący czwarty czeski album studyjny wokalistki pt. "Leporelo",  wydany w listopadzie 2014 roku. 

## Teledysk
Lyric Video, czyli teledysk z tekstem został wydany 12 listopada 2014 i utrzymany jest w geometrycznym stylu tak jak okładka płyty "Leporelo". Oficjalny teledysk został wydany 23 marca 2015 roku.

## Pozycje na listach przebojów
| Lista          | Najwyższa pozycja |
| -------------- | ----------------- |
| Czeskie Top 50 | 17                |
| Radio Top 100  | 59                |